# 背斑燕鳐
背斑燕鳐（学名：Cypselurus bahiensis）为飞鱼科燕鳐属的鱼类。分布于印度洋、夏威夷、南洋群岛、红海以及南海、东海等海域。
其种加词bahiensis，意为巴西“巴伊亚州（Bahia）的”。